# Beire-le-Châtel
Beire-le-Châtel é uma comuna francesa na região administrativa da Borgonha-Franco-Condado, no departamento de Côte-d'Or. Estende-se por uma área de 19,25 km². Em 2010 a comuna tinha 877 habitantes (densidade: 45,6 hab./km²).